# James Cunningham (homme politique canadien)
Pour les articles homonymes, voir James Cunningham et Cunningham.
James Cunningham (1er août 1834 - 4 mai 1925) est un homme politique canadien de la Colombie-Britannique. Il est député fédéral libéral de la circonscription britanno-colombienne de New Westminster de 1874 à 1878,.
Il est aussi député provincial indépendant de la circonscription britanno-colombienne de New Westminster City d'une élection partielle en 1884 à 1886.

## Biographie
Né à Anyevny dans le comté de Monaghan en Irlande, Cunningham étudie sur place avant de s'établir au Canada et de devenir marchand à New Westminster. Il épouse Mary Ann Cunningham (en), activiste en faveur de la tempérance, en 1864. 
En 1873, il est le premier à occuper la fonction de maire de New Westminster.
Cunningham meurt à New Westminster en mai 1925 à l'âge de 90 ans.
Son frère, Thomas Cunningham sert également comme député provincial de New Westminster City de 1889 à 1890.